# Іжнін Олександр Григорович
Олекс́андр Гриѓорович Іжн́ін (7 січня 1959, Херсон) — український шахіст, шаховий тренер. Срібний призер чемпіонату України 1991 року.

## Біографія
Закінчив шахову спеціалізацію Львівського інституту фізкультури (випуск 1983 року).
Багаторазовий учасник чемпіонатів України. Найкращий результат — 2 місце у 1991 році.
Особа, яка під час російського вторгнення в Україну перейшла на бік ворога.

## Турнірні результати

### Чемпіонати України
Олександр Іжнін зіграв у п'яти фінальних турнірах чемпіонатів України, набравши загалом 29½ очок з 50 можливих (+17-12=25).
| Рік  | Місто           | Турнір                            | + | − | = | Результат | Місце  |
| ---- | --------------- | --------------------------------- | - | - | - | --------- | ------ |
| 1978 | Миколаїв        | Півфінал 47-го чемпіонату України |   |   |   | 4 з 9     | 43—48  |
| 1979 | Дніпропетровськ | 48-й чемпіонат України            | 4 | 2 | 3 | 5½ з 9    | 13     |
| 1991 | Сімферополь     | 60-й чемпіонат України            | 5 | 1 | 7 | 8½ з 13   | Silver |
| 1992 | Сімферополь     | 61-й чемпіонат України            | 1 | 7 | 6 | 4 з 14    | 15     |
| 1995 | Дніпропетровськ | 64-й чемпіонат України            | 4 | 0 | 5 | 6½ з 9    | 4      |
| 2010 | Алушта          | 79-й чемпіонат України            | 3 | 2 | 4 | 5 з 9     | 29     |